# 北龍里
北龍里為台灣苗栗縣後龍鎮轄下之一里，位於後龍鎮的中心位置，里內設有後龍車站。東鄰大庄里，南鄰中龍里，西鄰南龍里，北鄰東明里。